# Ланге, Андре
Андре́ Ла́нге (нем. André Lange, род. 28 июня 1973 года, Ильменау, Германия) — немецкий бобслеист, четырёхкратный олимпийский чемпион, многократный чемпион мира и обладатель Кубка мира. Выступал с 1998 года. По окончании сезона 2009/10 завершил спортивную карьеру.

## Достижения
- Двукратный олимпийский чемпион в четверках (2002 — Андре Ланге, Энрико Кюн, Кевин Куске, Карстен Эмбах; 2006 — Андре Ланге, Кевин Куске, Рене Хоппе, Мартин Путце).
- Двукратный олимпийский чемпион в двойках (2006, 2010) (Андре Ланге, Кевин Куске).
- Трёхкратный чемпион мира в двойках (2003, 2007, 2008).
- Пятикратный чемпион мира в четверках (2000, 2003, 2004, 2005, 2008).
- Двукратный серебряный призёр чемпионатов мира в двойках (2000, 2005).
- Двукратный серебряный призёр чемпионата мира в четверках (2001, 2009).
- Бронзовый призёр чемпионата мира в двойках (2004).
- Бронзовый призёр чемпионата мира в четверках(2007).
- 4-кратный обладатель Кубка мира (2000/01, 2002/03, 2003/04, 2007/08) в четверках, обладатель Кубка мира (2007/08) в двойках.

## Выступления на Олимпийских играх
| Олимпийские игры    | Возраст | Команда  | Двойки | Четвёрки |
| ------------------- | ------- | -------- | ------ | -------- |
| 2002 Солт-Лейк-Сити | 28      | Германия | —      | 1        |
| 2006 Турин          | 32      | Германия | 1      | 1        |
| 2010 Ванкувер       | 36      | Германия | 1      | 2        |